# Рю (Street Fighter)
Рю (яп. リュウ Рю:, англ. Ryu) — вымышленный герой серии видеоигр Street Fighter от японской компании Capcom. Впервые появляется в видеоигре Street Fighter  и впоследствии становится персонажем различных игр, аниме и другой продукции компании Capcom на тематику Street Fighter. В некоторых печатных изданиях имя персонажа по-английски записывалось как Ruy, что чаще всего переводили на русский как Рэй.

## Концепция персонажа

### Внешность
Рю изображается как японец, чей основной и наиболее узнаваемый образ со времён Street Fighter II состоит из каштановых волос средней длины, карих глаз, длинной красной хатимаку, белой каратэги с рукавами, сорванными на плечах, босыми ногами, и чёрным поясом. В первом появлении Рю в оригинальном Street Fighter красная повязка заменена на белую и изображали его с ярко-красными волосами, серыми глазами, и красными туфлями. В серии Street Fighter Alpha, волосы Рю стали иметь более светлый оттенок коричневого, и он сохранил белую повязку, которая соответствует его появлению в первой Street Fighter. Рю получит красную повязку лишь после спарринга с Кеном в ходе сюжетной линии Street Fighter Alpha. В Street Fighter III, Рю имеет черные волосы, и на лице щетина, чтобы показать его взросление и возраст, также одежда Рю становится все более оборванной в ходе всей игры, с указанием на её износ. В последнем появлении в Street Fighter IV Рю появляется в своей первоначальной экипировке из Street Fighter II. Во многих своих появлениях, Рю таскает большой белый мешок, содержащий объекты, нужные для его путешествий, такие как: одежда, авиабилеты, паспорт и местная валюта. В некоторых официальных артворках для Street Fighter II, на поясе Рю четыре иероглифа кандзи, обозначающие ветер (яп. 風), леса (яп. 林), огонь(яп. 火) и гору (яп. 山). Эти четыре кандзи составляют фуринкадзан (яп. 風林火山). Те же четыре иероглифа можно увидеть на знаке на левой стороне уровня Рю в Street Fighter II. Четыре слова основаны на седьмой главе трактата «Искусство войны» Сунь-цзы, которая диктует, как надо провести бой. Эти иероглифы также появляются на поясе Рю в Street Fighter IV.

### Личность
Рю обычно тихий, серьёзный индивидуум, тяжёлый характер которого зачастую противопоставляют беззаботному, огненному характеру его лучшего друга Кена. Рю путешествует по миру с суровой природой, часто кажется окружающим как скучный или занудный. В редких случаях, Рю показывает очень плохое чувство юмора. Главная цель Рю — в совершенстве овладеть своим боевым стилем. С этой целью, Рю играет роль бродячего воина, и относится к своему путешествию и подготовке очень серьёзно. Хотя он представляется посторонним как эгоистичный и бесстрастный?, Рю на самом деле добрый и мягкосердечный человек. Он уважает других со способностями, равными его собственным и уважает героические личности, как Капитан Америка, Человек-Паук и Циклоп. Это видно из серии Marvel vs Capcom.

## Биография

### До событий Street Fighter
Будучи ребёнком, Рю осиротел и остался без воспоминаний о своих родителях и о том, живы ли они. Он был принят человеком по имени Гокэн, который воспитал Рю в своем уединенном додзё и принялся за подготовку Рю по пути его боевого искусства. Вскоре после этого Гокэн принимается тренировать Кена Мастерса — испорченного сына своего лучшего друга. Кен является ровесником Рю. Он стал для Рю не только спарринг-партнёром, но и другом. Рю расценивал Гокэна как отца и считает Кена своим лучшим другом и сводным братом. Это отношение, которое сохраняется и по сей день. Когда Рю было 23 года, Гокэн посчитал, что Рю был готов путешествовать по миру с целью проверки и оттачивания своего боевого мастерства против лучших бойцов со всего мира.

### Street Fighter
Рю является одним из участников турнира, описанного в первой Street Fighter. После победы над всеми соперниками, Рю получил право на борьбу с хозяином турнира, Сагатом. Сагат почти побеждает Рю и, думая, что выиграл, отбрасывает свою бдительность, чтобы помочь Рю подняться. Рю, однако, имел такое сильное желание победить, что позволил себе быть охваченным сацуи-но-хадо, после чего он поразил Сагата с почти летальным исходом мэцу-сёрюкэном, в итоге не только оставив Сагата без сознания, но и нанеся ему большой шрам, пронизывавший всю грудь. После того, как Сагат опомнился и выяснил, что случилось, тот поклялся отомстить Рю.

### Подсерия Street Fighter Alpha
Рю оставляет Сагата позади и возвращается к себе домой и обнаруживает, что Гокэн, его учитель и приёмный отец, по-видимому, был убит. Узнав, что некто по имени Акума сразился и якобы убил его приёмного отца, Рю начал путешествовать по миру, чтобы найти этого человека. Он встречается и борется с Акумой на уединенном острове, известном как Гокуэнто (Gokuentou), но Акума только проверяет его. Он чувствует, что Рю имеет те же способности, что и он, и рассказывает о сацуи-но-хадо — силе, которая потребляет практикующих её и толкает на победу, даже если потребуется убить противника. Рю отказывается раскрыть эту силу в себе, и Акума ударом кулака разрушает остров, оставив Рю в затруднительном положении. Через некоторое время после уничтожения острова, Рю сражается с Кеном и проигрывает. Кен понимает — Рю не в себе и глубоко обеспокоен после его последней победы над Сагатом. Он дает ему красную головную ленту как напоминание всегда оставаться сосредоточенным, за которую Рю искренне благодарен. Вскоре после этого, поклонница Рю, по имени Сакура, пришла к нему и заявила о своем желании тренироваться под его руководством. Рю отвечает, что он сам ещё многому должен научиться, но позволяет Сакуре сфотографироваться с ним. Она поклялясь, что заставит его принять её в конце концов. Два года спустя, Рю прежнему беспокоит, то что Акума сказал ему, это усугубляется его встречей с Роуз, которая имеет сложную связь с М. Байсоном. Она рассказывает ему, что он не сможет победить, если он будет сражаться с Байсоном за счёт своей силы, а не души. Правда, когда Рю столкнулся с Байсоном, он терпит поражение, несмотря на доблестную борьбу. Байсон берёт полубессознательного Рю и начинает его «промывание мозгов», используя то, что сацуи-но-хадо — темная власть, влияние которой Рю изо всех сил пытается избежать — аналогично пси-способностям Байсона. Эта сцена прерывается входом Сагата, Кена, и Сакуры, каждый из них пришёл за Рю по своим собственным причинам. Когда Кен и Сакура отвлекают Байсона, Сагат занят проблемами промытого мозга Рю (различные версии этой истории существуют, в одной из версий, Сагату предлагают эту битву как приманку, чтобы остаться с Шадалу). Сагат быстро замечает эффект «промывания мозгов» Байсона на Рю, и по настоянию Сагата, Рю приходит в себя и помогает Кену и Сакуре заставить Байсона отступить.

### Street Fighter II
Рю вступает в турнир чтобы проверить свои способности, и побеждает много новых бойцов. Неизвестно, как далеко зашёл Рю в этом турнире.

### Street Fighter III
Годами позже Рю принимает участие в третьем турнире, для дальнейшего продвижения своих способностей. Он был побеждён Оро. Позже Рю и Кен встречаются в ещё одном спаринговом матче, из которого Рю выходит победителем. Затем он встречает Алекса и также одерживает победу. Где-то в ходе этих игр он победил Хьюго.

### Street Fighter IV
Через некоторое время после второго турнира, Рю вступил в новый турнир для дальнейшего улучшения своего мастерства, а также встречи со своим давним другом Кеном в матче-реванше. В ходе своей поездки он встретился с Сакурой, которой он рекомендует тренироваться дальше. Между тем Рю также встречается с бывшим соперником Сагатом, и тот напоминает ему про обещанный матч-реванш. Во время заключительного боя с Сетом, он побеждает его в штаб-квартире S.I.N. После этой битвы здание упало вокруг них, так как Рю применил сацуи-но-хадо на машине BLECE, оружии массового уничтожения, разработанном S.I.N., которое использует энергию в теле человека; Сакура приходит к нему на помощь, и они покидают здание вместе, оружие уничтожено. Он также узнаёт, что Гокэн фактически пережил его последний бой с Акумой, и они сражаются в спаринговом матче, в котором Гокэн побеждает. Во время схватки Гокэн изолирует остатки сацуи-но-хадо внутри Рю, в результате чего мечта Акумы о боевой силе Рю в этом аспекте разрушается.

## Геймплей

### Боевой стиль и общая специфика
Ранее Рю был полностью идентичен Кену (и наоборот), различался лишь внешний вид, но со временем у Кена стало появляться всё больше изменений и в Street Fighter 4 они совершенно не похожи (по геймплею) друг на друга. Ещё более они различаются в кроссоверах с Marvel (начиная с Marvel Super Heroes vs. Street Fighter) — так, Кен (либо Рю в режиме Кена в Marvel vs. Capcom) при тацумаки-сэнпукяку взлетает в воздух (угол взлёта зависит от нажатия соответствующей кнопки), а хадокэн пролетает лишь половину экрана.
В бою Рю использует вымышленный боевой стиль, называемый ансацукэн (яп. 暗殺拳, рус. Кулак убийцы), изученный им и Кеном от Гокэна, который в свою очередь, изучил вместе с Акумой от Готэцу. В отличие от Акумы, Гокэн преподавал свой стиль Рю и Кену в ограниченной форме, держа в секрете средства для убийства. Тем не менее, Рю может воспользоваться ансацукэном в более сильном объёме, находясь в форме Злого Рю (см. ниже).
В руководстве пользователя, прилагавшемся американской аркадной версии оригинальной игры, боевой стиль Рю был определён как сётокан, несмотря на незначительные сходства с используемым в играх. В связи с этим, Рю и многих других персонажей, использующих схожий стиль, в среде игроков в файтинги (в том числе фанатов серии) называют «шотоклонами» либо просто «shotos». Хотя, как персонаж, Рю основан на реальных событиях жизни Ёсидзи Соэно, бывшего практиком кёкусинкай-каратэ под началом Масутацу Оямы, традиционные техники кёкусинкай-каратэ прослеживаются в его боевом стиле, аналогично тому, как Макото, в стиле которой используются элементы сётокана.

### Спецприёмы
Основные приёмы Рю взяты из различных боевых искусств, таких как киокусинкай, шотокан, тхэквондо, дзюдо и бокс. Главными (и самыми известными) приёмами Рю являются используемый Рю как фаербол сгусток энергии хадо, называемый хадокен, сёрюкен (он же «удар Дракона»), при котором Рю делает прыжок вверх с апперкотом (сила и высота которого зависит от нажатия), отправляющий противника в нокдаун и тацумаки-сэнпукяку (также называемый «ураганным пинком» или просто «ураган»)-прыжок впёред с последующим полётом, во время которого Рю раскручивает свою ногу вокруг своей оси (дальность полёта зависит от нажатия). Также, в Street Fighter III и кроссовере Marvel vs. Capcom 3 Рю использует спецприём дзёдан-сокуто-гэри, в котором Рю резко выдвигает вперёд свою ногу, отправляя противника в нокдаун.

### Улучшенные спецприёмы и суперприёмы
Также, Рю владеет (начиная с Super Street Fighter II) различными вариациями стандартных приёмов в виде суперприёмов и улучшенных версий стандартных спецприёмов. Так, в Super Street Fighter II он владеет улучшенной версией хадокэна, называемой сякунэцу-хадокэн, а в Super Street Fighter II Turbo (где впервые в истории серии реализованы суперприёмы вообще) уже использует суперприём синку-хадокэн. В подсерии Street Fighter Alpha, кроме синку-хадокэна Рю владеет суперприёмом синку-тацумаки-сэнпукяку, выполняемый на месте (в последующих частях присутствует только EX-версия тацумаки-сэнпукяку). В Streeet Fighter III, Street Fighter Alpha 3 и во всех кроссоверах (начиная с Marvel Super Heroes vs. Street Fighter) Рю владеет суперприёмом син-сёрюкэн. Также, в Street Fighter III он использует суперприём дэндзин-хадокэн, в котором Рю длительно удерживает сгусток энергии хадо, которая при запуске в противника
поражает того электричеством, а при длительной зарядке способный отправить оппонента в состояние dizzy.
В Street Fighter IV и её апдейте, Рю пользуется усиленными версиями синку-хадокэна и син-сёрюкэна, соответственно называемые мэцу-хадокэн и мэцу-сёрюкэн (оба суперприёма — выбираемые Ultra Combo в Super Street Fighter IV). Также, в форме Злого Рю он владеет всеми основными спец- и суперприёмами, характерными для Акумы, в том числе и знаменитым
сюн-гоку-сацу.